# Rajka László
Rajka László (Kolozsvár, 1894. július 7. – Kolozsvár, 1938. november 1.) irodalomtörténész, műfordító.

## Életútja
A középiskolát szülővárosában végezte, itt kezdte, majd Bécsben fejezte be egyetemi tanulmányait. A kolozsvári római katolikus Marianum leányközépiskola magyar-német szakos tanára haláláig.

## Munkássága
Tudományos érdeklődése igen tág körű volt, az irodalomtörténet és művészettörténet mellett a fizikát, technikát is tanulmányozta. Tanárként magyar nyelvi és irodalmi tantervezetet dolgozott ki; a Magyar Nép Könyvtára számára két kiadást megért Szavalókönyvet (Kolozsvár 1923, 1925) és több német nyelvkönyvet szerkesztett (1924-1926). 1925-től Imre Lajos református teológiai tanárral együtt indította A Magyar Ifjúság Könyvtára című könyvsorozatot, amelynek egyik kötete saját fordítása, Theodor Storm ifjúsági regénye (Bábjátékos Pali, 1926). Diákszínjátszók számára németből dolgozott át szórakoztató színdarabokat, amelyek az Erdélyi Magyar Lányok Leányszínháza című füzetsorozatban jelentek meg 1925-ben (Jön a tavasz; A szakácskönyv; A szórakozott tanár úr; Az új szakácsné).
Első önálló irodalomtudományi munkája a Sebes agynak késő sisak című politikai röpirat, melyet a budapesti Irodalomtörténet közölt (1915). Ebben feldolgozta és ismertette a Magyar Nemzeti Múzeumnak egy latinból magyarra fordított 17. századi kéziratát, amely 41 versben mutatja be a harmincéves háború eseményeinek főbb szereplőit, köztük Bethlen Gábort. Doktori értekezése Héliodórosz Aithiopikájának feldolgozásai a magyar irodalomban címmel Kolozsváron jelent meg 1917-ben. György Lajos megítélése szerint ez a munkája „alapos és minden részletkérdésre kiterjedő összehasonlítás”, amelynek irodalomtörténeti újdonsága az, hogy sikerült kimutatnia, a Héliodórosz-mű magyar feldolgozásainak forrása tulajdonképpen Zschorn német népkönyve. Másfél évtizedig az EME Bölcsészeti Szakosztályának titkára, az erdélyi Katolikus Akadémia egyik első beválasztott tagja. Megírta a Bölcsészeti Szakosztály 75 éves múltját (A Bölcsészet-, Nyelv- és Történettudományi Szakosztály története. 1860-1934. Kolozsvár 1938), valamint a Marianum történetét (Kolozsvár 1927).
Irodalomtörténészként úttörő munkát végzett a Jókai-kutatás terén, hozzájárulva Jókai Mór emlékezete ápolásához is. 1926-ban a Pásztortűzben (1926, 45-46) Tabéry Géza Jókai Erdélyben című könyvéről írt kritikája miatt vitába keveredett a szerzővel. Széles kitekintésű szövegfilológiai kutatásai főképpen a Jókai-regények forrásainak kiderítésére irányultak; e témakörben született munkáira (Jókai „Törökvilág Magyarországon” című regénye. Kolozsvár. 1931. ETF 33; Jókai Kalandora. Kolozsvár 1932; Jókai román tárgyú novellái. Kolozsvár 1935. ETF 77; A Névtelen Vár hőse. Arad 1934) Jókai összes műveinek kritikai kiadása során napjainkban is hivatkoznak.
Kéziratban maradt egy bibliográfiai munkája, amely a külföldi írók magyar fordításban, valamint magyar írók idegen nyelven megjelent munkáit és azoknak visszhangját tartalmazza és egy dalgyűjteménye, melyet A Társadalom daloskönyve címmel készült megjelentetni.